# Kylie Minogue
Kylie Ann Minogue AO OBE (Melbourne, 28. svibnja 1968.), također poznata jednostavno kao Kylie, australska je pjevačica, tekstopiskinja i glumica. Proslavila se nakon australske sapunice Neighbours u kojoj je glumila dvije godine. Od tada, krajem 1980-ih, započela je glazbenu karijeru koja joj je donijela veliki uspjeh i dobre kritike na javnoj sceni. Tijekom svoje karijere Minogue je dobila nekoliko počasnih imena kao što su "Princess of Pop" ("Princeza Popa") i "Goddess of Pop" ("Božica Popa"). Ona je najprodavanija australska izvođačica svih vremena, s više od 80 milijuna prodanih ploča diljem svijeta. Iako je rođena i odrasla u Melbourneu u Australiji, Minogue živi i radi u Ujedinjenom Kraljevstvu od 1990-ih.
Godine 1987. Minogue je potpisala ugovor s kućom PWL, s kojim je sljedeće godine objavila svoj prvi studijski album Kylie i singl "I Should Be So Lucky". Preuzevši veću kreativnu kontrolu nad svojom glazbom, Minogue je napustila PWL i potpisala za kuću Deconstruction Records, gdje je izdala istoimeni album Kylie Minogue 1994. godine i Impossible Princess 1997. godine. Vrativši se popularnijoj dance glazbi, potpisala je ugovor s kućom Parlophone i izdala album Light Years 2000. godine i singl "Spinning Around". Sljedeći album Fever iz 2001. doživio je uspjeh u mnogim zemljama, i postao njezin najprodavaniji album do danas. Glavni singl "Can't Get You Out of My Head" postao je jedan od najuspješnijih singlova 2000-ih, prodan u više od 5 milijuna primjeraka.
Godine 2008. odlikovana Minogue je časnikom Reda Britanskog Carstva za doprinos glazbi. Francuska vlada dodijelila joj je titulu viteza Ordena umjetnosti i književnosti za doprinos francuskoj kulturi. Godine 2011. Minogue je počasna doktorica zdravstva sa sveučilišta Anglia Ruskin za svoj rad na podizanju svijesti o raku dojke. U studenom 2011. na 25. obljetnici dodjele glazbenih ARIA Music Awards, dobila je Australian Recording Industry Association svoje počasno mjesto u ARIA Hall of Fame. Godine 2019. u čast Dana Australije je Minogue imenovana časnikom Ordena Australije.

## Životopis

### 1968.–1986.: Djetinjstvo i početak karijere
Kylie Ann Minogue rođena je 28. svibnja 1968. u Melbourneu, Australija. Njezin otac, Ronald Charles Minogue, je Australac irskog podrijetla, dok je njena majka, Carol Ann Jones, velškog podrijetla. Neposredno prije rođenja Minogue, Ron je dobio posao računovođe koji je radio sljedećih nekoliko godina, dok je Carol radila kao baletna plesačica.  Minogue je najstarija od troje djece, njezin mlađi brat, Brendan Minogue, radi kao snimatelj vijesti u Australiji, a njezina mlađa sestra, Dannii Minogue, također je pjevačica i televizijska ličnost. Obitelj se često selila u različita predgrađa Melbournea kako bi podmirila životne troškove, što je Minogue kao djetetu bilo teško. Zbog nedovoljnih prihoda, Ron je radio kao računovođa u obiteljskoj automobilskoj tvrtki, dok je Carol radila kao kuharica u kantini u obližnjoj bolnici. Nakon što se preselila u predgrađe Surrey Hills u Melbourneu, Minogue je kratko pohađala osnovnu školu Studfield, prije nego što se prebacila u školu Camberwell. Zatim je upisala istoimenu srednju školu. Tijekom školovanja bilo joj je teško sklapati prijateljstva. Dobila je maturu s položenim predmetima likovno, grafika i engleski jezik. Minogue je sebe opisala kao osobu prosječne inteligencije i skromnog uspjeha u školi.
Od svoje jedanaeste godine Minogue se počela pojavljivati u malim ulogama u sapunicama kao što su The Sullivans (1979.) i Skyways (1980.). Godine 1985. dobila je jednu od glavnih uloga u seriji The Henderson Kids. Minogue je napravila pauzu od škole za snimanje, iako njezina majka nije bila sretna zbog toga, Minogue je smatrala da se mora osamostaliti kako bi se probila u filmsku i glazbenu industriju. Odlučivši nastaviti glazbenu karijeru, Minogue je snimila demo vrpcu za producente tjednog programa Young Talent Time, u kojem je Dannii redoviti izvođač. U ovoj je emisiji 1985. godine prvi put zapjevala na televiziji, no ona nije ušla u stalni program. Minogue je glumila Charlene Mitchell, srednjoškolku i automehaničarku u sapunici Neighbours 1986. godine. Serija je postala iznimno popularna u Velikoj Britaniji, a ljubavna priča između njezinog lika i lika kojeg tumači Jason Donovan doživjela je epizodu vjenčanja 1987. godine, koju je gledalo 20 milijuna britanskih gledatelja. Minogue je postala prva osoba koja je osvojila četiri nagrade Logie u jednoj godini, a bila je i najmlađa dobitnica nagrade "Gold Logie" 1988. godine za najdražu osobu na australskoj televiziji, prema glasovanju publike.

### 1987.–1992.: Prve godine u pjevačkoj karijeri
Na dobrotvornom koncertu Fitzroy Football Club, Minogue je izvela "I Got You Babe" sa svojom kolegicom iz Neighbours i "The Loco-Motion" kao bis. Nakon toga je 1987. potpisala ugovor sa diskografskom kućom Mushroom Records. Prvi singl "Locomotion" proveo je sedam tjedana na prvom mjestu australske ljestvice singlova, a ujedno je postao i najprodavaniji singl cijelog desetljeća. Zahvaljujući ovom uspjehu, Minogue je dobila priliku otputovati u Englesku s Garyjem Ashleyjem, kako bi nastavila suradnju s producentima Stockom, Aitkenom i Watermanom. Budući da im Minogue nije bila nimalo poznata, potpuno su je zaboravili. Tako je sasvim slučajno dok je čekala sastanak ispred studija nastala pjesma "I Should Be So Lucky". Pjesma je bila broj jedan u Velikoj Britaniji, Australiji, Njemačkoj, Finskoj, Švicarskoj, Izraelu i Hong Kongu. Minogue je tako osvojila drugu nagradu ARIA za redom, za najprodavaniji singl godine, dobivši posebno priznanje za uspjeh. Njezin prvi album Kylie objavljen je u srpnju 1988. Album godinu dana nije silazio s liste najslušanijih albuma u Velikoj Britaniji, da bi nekoliko tjedana bio na prvom mjestu, a najprodavaniji album jedne umjetnice 1980-ih. Krajem iste godine Minogue je napustila sapunicu Neighbours kako bi nastavila glazbenu karijeru.
Minoguein drugi album Enjoy Yourself objavljen je u listopadu 1989. Postigao je uspjeh u Velikoj Britaniji, Europi, Novom Zelandu, Aziji, Australiji, sadržavajući singlove "Hand on Your Heart" i "Tears on My Pillow", oba skočio na prvo mjesto u Velikoj Britaniji. Kako se album nije dobro prodavao u Sjevernoj Americi, njezina američka diskografska kuća Geffen Records raskinuo je suradnju. Minogue je s Jasonom Donovanom izvela pjesmu "Especially for You" koja je bila broj jedan u Velikoj Britaniji, a uvrštena je u svejernoameričku verziju albuma. U veljači 1990. Minogue je krenula na svoju prvu turneju Enjoy Yourself Tour kroz Europu, Aziju i Australiju. U isto vrijeme, u prosincu 1989. izlazi njezin prvi film The Delinquents. Iako je film dobio osrednje kritike, postao je vrlo popularan kod publike. Zaradio je preko 200.000 funti u Velikoj Britaniji, dok je u Australiji bio četvrti film s najvećom zaradom 1989. i prvi film s najvećom zaradom 1990.
Njezin treći album Rhythm of Love objavljen je u studenom 1990. godine, a kritičari su ga okarakterizirali "zrelijim" od prethodnog. Iako nije dostigao komercijalne visine prethodnih albuma, ušao je u Top 10 u Velikoj Britaniji i Australiji. Tri singla "Better the Devil You Know", "Step Back in Time" i "Shocked" dospjela su u Top 10 u Velikoj Britaniji i Australiji. Osim novog albuma, kao dio njezine nove persone viđena je i ljubavna veza s Michaelom Hutchenceom. Snimanje videa za "Better the Devil You Know" bilo je prvi put da se Minogue "osjetila dijelom kreativnog procesa." S tim u vezi izjavila je: "Nisam bila glavna, ali se moj glas čuo, našla sam način da na kreativan način iznesem svoje stajalište". U svrhu promocije albuma Minogue je krenula na turneju Rhythm of Love Tour pokrenut je u veljači 1991. u Australiji i Aziji.
Minoguein četvrti album Let's Get to It objavljen je u listopadu 1991. i ušao je među Top 20 u Velikoj Britaniji i Australiji. Prvi je njezin album koji ni u jednoj od dvije navedene zemlje nije dospio u Top 10. Prvi singl s albuma "Word Is Out" postao je njezin prvi singl koji nije među Top 10 u Velikoj Britaniji. U listopadu 1991. Minogue je krenula na turneju Let's Get to It Tour u Europi kako bi promovirala album. Što se tog razdoblja tiče, kasnije je izjavila da ju je gušila produkcijska kuća Stock Aitken Waterman: "Isprva sam bila prilično marioneta u njihovim rukama." Nismo mogli sami gledati lijevo ili desno od produkcijske kuće." Minoguein prva kompilacija Greatest Hits objavljena je u kolovozu 1992. Dospjela je na prvo mjesto u Velikoj Britaniji i treće mjesto u Australiji. Singlovi s albuma "What Kind of Fool (Heard All That Before)" i njezina obrada pjesme "Celebration" grupe Kool & the Gang dospjeli su među Top 20 u Velikoj Britaniji.

### 1993.–1998.:Kylie MinogueiImpossible Princess
Minogue je pjevanjem za Deconstruction Records označila novu etapu u svojoj karijeri. Peti album Kylie Minogue, objavljen u rujnu 1994., označio je odmak od njezina dotadašnjeg stila, na što su kritičari odgovorili pohvalama za njezine vokalne sposobnosti i kvalitetu produkcije. Album su producirala dva plesna producenta Brothers in Rhythm, Dave Seaman i Steve Anderson, koji su također producirali "Finer Feelings", njezin posljednji singl s kućom PWL. Album je dosegao treće mjesto u Australiji i četvrto mjesto u Velikoj Britaniji. Prvi singl "Confide in Me" proveo je četiri tjedna na prvom mjestu australske ljestvice singlova, dok je u Velikoj Britaniji bio na drugom mjestu. Drugi singl, "Put Yourself in My Place", dospio je među Top 20 u Velikoj Britaniji i Australiji. Treći singl "Where Is the Feeling?" također je ušao među Top 20 u Velikoj Britaniji.
Što se tiče medijske eksponiranosti, Minogue se u tom razdoblju pojavila i kao gostujuća zvijezda u epizodi komedije The Vicar of Dibley, kao i na naslovnici popisa "30 najljepših ljudi na svijetu" australskog časopisa Who Magazine, koji je otvorila joj je vrata uloge u filmu Street Fighter s Jean-Claudeom Van Dammeom iz 1994. Film je bio umjeren komercijalni uspjeh, zaradivši oko 70 milijuna dolara u SAD-u, ali nije bio hvaljen od strane kritike. The Washington Post je njezinu izvedbu okarakterizirao kao "najgoru glumicu na engleskom govornom području". Sljedeće godine ostvarila je suradnju s australskim glazbenikom Nickom Caveom iz čega je nastala pjesma "Where the Wild Roses Grow". Cave je izrazio interes za suradnju s Minogue nakon što je čuo "Better the Devil You Know", budući da je album imao ono što je nazvao "najsirovijim i najtužnijim tekstovima u svijetu pop glazbe". Glazbeni spot za njihovu pjesmu inspiriran je slikom Johna Everetta Millaisa Ofelija (1851.–52.) u kojoj Minogue tumači ulogu preminule djevojke koja pluta u jezercu, dok joj tijelom klizi zmija. Singl je izazvao veliku pozornost u Europi, gdje je ušao u Top 10 u nekoliko zemalja, dospio na drugo mjesto u Australiji, dok u Velikoj Britaniji nije uspio doći na Top 10 listu. Pjesma je osvojila nagradu ARIA za "Song of the Year" i "Best Pop Release". Gostujući na koncertima Nicka Cavea, Minogue je svoju pjesmu "I Should Be So Lucky" pretvorila u poeziju, recitirajući je na njegovim koncertima u Royal Albert Hallu.
Do 1997. Minogue je bila u vezi s francuskim fotografom Stéphaneom Sendaouijem koji ju je poticao da radi na svojoj kreativnosti. Inspirirani međusobnim poštovanjem prema japanskoj kulturi, zajedno su kreirali vizualni spoj "gejša i manga superjunakinja" za šesti album Impossible Princess kao i spot "GBI: German Bold Italic" za glazbenu suradnju s Towa Tei. Inspiraciju je pronašla u umjetnicima kao što su Shirley Manson, Garbage, Björk, U2, kao i japanskim pop glazbenicima Pizzicato Five i Towa Tei. Na albumu su surađivali i James Dean Bradfield i Sean Moore iz Manic Street Preachersa. Impossible Princess dobio je negativne kritike nakon izlaska, samo da bi mnogo godina kasnije dobio status Minogueina najosobnijeg i najboljeg albuma. Album je dosegao četvrto mjesto u Australiji i Top 10 u Velikoj Britaniji. Nakon što je samoj sebi priznala da je zazirala od toga kako su drugi vidjeli njezinu ranu karijeru, Minogue je komentirala da je za ovaj album spremna "zaboraviti bolnu kritiku" i "zaboraviti, prigrliti i iskoristiti svoju prošlost". Glazbeni spot za "Did It Again" odao je počast njezinim ranim inkarnacijama. Što se tiče Velike Britanije, gdje je album preimenovan u Kylie Minogue zbog smrti princeze Diane, ovaj je album prodan u najmanjem broju primjeraka u njezinoj karijeri. U Australiji je, međutim, bio uspješan i ostao je na top listama 35 tjedana. U lipnju 1998. Minogue je krenula na Intimate and Live Tour po Velikoj Britaniji i Australiji, koja je produžena zbog velike potražnje.

### 1999.–2003.:Light Years,FeveriBody Language
Godine 1999. Minogue je izvela duet s Pet Shop Boysima pod nazivom "In Denial" na njihovom albumu Nightlife. Iste godine potpisala je ugovor s kućom Parlophone, koji je želio ponovno etablirati Minogue kao pop umjetnicu. Njezin sedmi album Light Years objavljen je u rujnu 2000. Komercijalni uspjeh, postao je prvi album koji je dosegao prvo mjesto u njezinoj rodnoj Australiji i drugo mjesto u Velikoj Britaniji. Prvi singl "Spinning Around" dosegao je prvo mjesto u Velikoj Britaniji i Australiji. U pratećem videu Minogue se pojavljuje u zlatnim kratkim hlačicama, koje su se pokazale kao njezin "zaštitni znak". Drugi singl "On a Night Like This" dosegao je prvo mjesto u Australiji i drugo mjesto u Velikoj Britaniji. Duet s Robbiejem Williamsom "Kids" objavljen je kao treći singl, dosegnuvši drugo mjesto u Velikoj Britaniji i Top 20 u Australiji. Minogue je nastupila u Sydneyu na ceremoniji zatvaranja Olimpijskih igara 2000., kao i na ceremoniji otvaranja Paraolimpijskih igara iste godine. Njezina izvedba pjesme "Dancing Queen" grupe ABBA odabrana je za jednu od najupečatljivijih završnih ceremonija. Sljedeće godine, Minogue je obišla Europu i Australiju na turneji On a Night Like This Tour.
U listopadu 2001. Minogue je objavila svoj osmi album Fever. Prvi singl "Can't Get You Out of My Head", dosegao je prvo mjesto u preko 40 zemalja, prodan u više od 5 milijuna primjeraka, postavši njezin najuspješniji singl do danas. Album je bio broj jedan u Australiji, Velikoj Britaniji, Irskoj, Njemačkoj, da bi na kraju postigao globalnu prodaju od preko 6 milijuna primjeraka. Topao prijem albuma doveo je do njegove distribucije u SAD-u u veljači 2002. od strane Capitol Recordsa. Dosegla je treće mjesto na ljestvici Billboard 200, što je njezin najbolji domaći uspjeh. Drugi singl "In Your Eyes" dosegao je prvo mjesto u Australiji i treće mjesto u Velikoj Britaniji. Treći singl "Love at First Sight" dosegao je treće mjesto u Australiji, drugo mjesto u Velikoj Britaniji i prvo mjesto na ljestvici Dance Club Songs. Četvrti i posljednji singl "Come into My World" dosegao je četvrto mjesto u Australiji i osmo mjesto u Velikoj Britaniji. Kako bi promovirala album, Minogue je u travnju 2002. krenula na turneju KylieFever2002 u Europi i Australiji. Minogue je kasnije osvojila četiri nagrade ARIA, uključujući "Highest-Selling Single" i "Single of the Year" za "Can't Get You Out of My Head". Iste godine osvojila je svoje prve Brit Awards u kategorijama "International Female Solo Artist" i "Best International Album" za Fever. Godine 2003. bila je prvi put nominirana za nagradu Grammy u kategoriji "Best Dance Recording" za "Love at First Sight", nakon čega je osvojila nagradu već za "Come into My World" sljedeće godine.
U studenom 2003. Minogue je izdala svoj deveti album Body Language, nakon čega je uslijedio poseban koncert samo uz pozivnicu pod nazivom Money Can't Buy u Hammersmith Apollo u Londonu. Album je donio opušteni disko stil inspiriran umjetnicima iz 1980-ih kao što su Scritti Politti, The Human League, Adam and the Ants i Prince, proževši njihove stilove elementima hip hopa. Album je dosegao drugo mjesto u Australiji i šesto mjesto u Velikoj Britaniji. Prodaja je bila niža od očekivanog nakon uspjeha albuma Fever, iako je prvi singl "Slow" dosegao prvo mjesto u Velikoj Britaniji i Australiji. Drugi singl, "Red Blooded Woman", dosegao je četvrto mjesto u Australiji i peto mjesto u Velikoj Britaniji. Treći i posljednji singl "Chocolate" dosegao je šesto mjesto u Velikoj Britaniji. Što se tiče SAD-a, "Slow" je bio na prvom mjestu na ljestvice Dance Club Songs i bio je nominiran za nagradu Grammy u kategoriji "Best Dance Recording". Govor tijela ostvario je prodaju od 43.000 primjeraka u prvom tjednu, dok je prodaja znatno pala u drugom tjednu.

### 2004.–2009.:Ultimate Kylie,ShowgirliX
U studenom 2004. Minogue je izdala svoju drugu službenu kompilaciju pod nazivom Ultimate Kylie. Album dosegla je četvrto mjesto u Velikoj Britaniji i peto mjesto u Australiji. Prvi singl "I Believe in You" dosegao je šesto mjesto u Australiji, drugo mjesto u Velikoj Britaniji i treće mjesto na ljestvici Dance Club Songs. Drugi singl "Giving You Up" dosegao je šesto mjesto u Velikoj Britaniji i osmo mjesto u Australiji. "I Believe in You" kasnije je nominiran za nagradu Grammy u kategoriji "Best Dance Recording". U ožujku 2005. Minogue je krenula na turneju pod nazivom Showgirl: The Greatest Hits Tour. Nakon nastupa u Europi uputila se u Melbourne gdje joj je dijagnosticiran rak dojke zbog čega je morala otkazati turneju. Svibnja iste godine je operirana, a potom i kemoterapija. U siječnju 2006. objavljeno je da je završila s kemoterapijom i da je bolest izliječena. U prosincu 2006. objavila je izvedbu sa svoje turneje "Over the Rainbow" kao singl u digitalnom formatu. Tijekom perioda oporavka napisala je knjigu za djecu The Showgirl Princess. Knjiga je objavljena u listopadu 2006., a ubrzo nakon toga izašao je i njezin parfem Darling. Linija je kasnije klasificirana kao toaletna voda, koja je također uključivala Pink Sparkle, Couture i Inverse. U studenom 2006. nastavila je svoju prekinutu turneju pod promijenjenim imenom Showgirl: The Homecoming Tour. Plesne rutine su izmijenjene kako bi se prilagodile njezinom zdravstvenom stanju - to je značilo sporije mijenjanje kostima i duže pauze između glazbenih dijelova kako bi održala svoju energiju. Mediji su izvijestili da je Minogue nastup bio snažan, a The Sydney Morning Herald koncert je opisao kao "ekstravagancu" i "ništa manje od trijumfa".
U studenom 2007. Minogue je objavila svoj deseti album X. Ovaj album u elektroničkom stilu uključuje Guya Chambersa, Cathyja Dennisa i Calvina Harrisa. Album dosegla je prvo mjesto u Australiji i četvrto mjesto u Velikoj Britaniji. Prvi singl "2 Hearts" dosegao je prvo mjesto u Australiji i četvrto mjesto u Velikoj Britaniji. X je u početku imao osrednju prodaju u Velikoj Britaniji, ali se komercijalni uspjeh s vremenom poboljšao. Naredni singlovi "In My Arms" i "Wow" uvršteni su u Top 10 u Velikoj Britaniji i Australiji. Album je nominiran za dodjelu Grammyja 2009. u kategoriji "Best Electronic/Dance Album". U sklopu promocije albuma gostovala je iu dokumentarnom filmu White Diamond nakon što je započela svoju povratničku turneju. Također se pojavila u televizijskom programu The Kylie Show, koji je bio mješavina njezinih nastupa i komičnih skečeva. Također je glumila u seriji Doctor Who u božićnoj epizodi "Voyage of the Damned" kao Astrid Peth. Epizodu je pogledalo više od 13 milijuna gledatelja, što je čini najgledanijom epizodom serije od 1979. godine.
U svibnju 2008. Minogue je krenula na svoju najskuplju europsku turneju do danas, KylieX2008, s troškom od 10 milijuna funti. Turneja je bila naširoko hvaljena s dobrom zaradom. Uslijedio je stupanj viteza francuskog Ordena umjetnosti i književnosti, au srpnju 2008. princ od Walesa dodijelio joj je Red Britanskog Carstva. Također je osvojila "Best International Female Solo Artist" na Brit Awards 2008. godine. U rujnu iste godine debitirala je u regiji Bliskog istoka, gdje je nastupila kao vodeći izvođač na otvorenju ekskluzivnog hotela Atlantis The Palm u Dubaiju. Nakon niza ovih događaja, nastavila je s turnejom KylieX2008 u Južnoj Americi, Aziji i Australiji. Turneja je prošla kroz 21 zemlju, prodano više od 70 milijuna dolara vrijednih ulaznica, što se smatra komercijalnim uspjehom. U veljači 2009. vodila je dodjelu Brit Awards s Jamesom Cordenom i Matthewom Horneom. U drugoj polovici godine krenula je na svoju prvu sjevernoameričku turneju pod nazivom For You, for Me Tour.

## Diskografija
- Kylie (1988.)
- Enjoy Yourself (1989.)
- Rhythm of Love (1990.)
- Let's Get to It (1991.)
- Kylie Minogue (1994.)
- Impossible Princess (1997.)
- Light Years (2000.)
- Fever (2001.)
- Body Language (2003.)
- X (2007.)
- Aphrodite (2010.)
- Kiss Me Once (2014.)
- Kylie Christmas (2015.)
- Golden (2018.)
- Disco (2020.)
- Tension (2023.)

## Vanjske poveznice
- Službena stranica
- Kylie Minogue u internetskoj bazi filmova IMDb-u (engl.)